# 11 век
11 век започва на 1 януари 1001 г. и свършва на 31 декември 1100 г.

## Събития
- Построени са кулите Гуаита и Честа, част от Трите кули на Сан Марино.
- 1014 г. – Провежда се битката при с. Ключ.
- 1018 г. – България попада в състава на Византия.
- 1054 г. – Източно-западна схизма – разделяне на християнската църква на Римокатолическа и Източноправославна.
- 1066 г. – Провежда се Норманското нашествие в Англия.
- 1071 г. – Състои се битката при Манцикерт.
- 1095 г. – На църковен събор в Клермон, Франция, папа Урбан II обосновава кръстоносните походи.
- 1099 г. – Йерусалим е превзет от кръстоносците.

## Починали
- 6 октомври 1014 г. – Самуил, български цар, управлявал България 17 години (р. 958 г.)
- август 1015 г. – Гаврил Радомир, български цар, управлявал България 10 месеца (р. 970 г.)
- 15 декември 1025 г. – Василий II Българоубиец, византийски император, управлявал Византия 49 години (р. 958 г.)